# NIMBUS–7
Nimbus 7 (также Nimbus G)— американский научно-исследовательский и метеорологический спутник, запущенный в рамках программы Nimbus.

## Запуск и полёт
Nimbus 7 был запущен 24 октября 1978 года ракета-носителем Дельта с космодрома Ванденберг, штат Калифорния, США на полярную орбиту.
С середины 1984 года прибор SDSD при запуске начал выдавать случайные сбои и в декабре 1986 года был окончательно выключен.
В 1985 году для экономии энергии был отключён прибор THIR.
Космический аппарат функционировал номинально до 1994 года.

## Цели
Основные задачи спутника заключались в изучении разных слоёв атмосферы Земли для определения загрязнения окружающей среды, в сборе данных в целях океанографии и метеорологии.

## Устройство
Аппарат состоит из трёх основных блоков:
- блок научного оборудования. Он представлял собой полый контейнер в форме тора, на котором крепились датчики, приборы и необходимое научное оборудование.
- блок солнечных батарей с системой развёртывания.
- блок управления, который был соединён с блоком научного оборудования и блоком солнечных батарей[4].

Комплекс научного оборудования включал в себя 8 экспериментов:
- CZCS (Coastal-Zone Color Scanner) — цветной сканер прибрежной зоны. Измерялась количество отражённой солнечной энергии в шести каналах для определения цвета, вызванного поглощением хлорофилла, и различными отложениями, например солевыми, в прибрежных водах.
- ERB (Earth Radiation Budget)- 22-канальный радиометр, который должен был регистрировать как входящие падающий поток солнечного излучения на Землю, так и излучённый поток Землёй.
- SMMR (Scanning Multichannel Microwave Radiometer) — многоканальный микроволновый радиометр и 10-канального (пятичастотного двухполяризованного сканирующего радиометра типа Дикке. С помощью них определялась температура поверхности моря и приповерхностных ветров при всепогодных условиях. Также определялись температура водяного пара, содержание воды в жидкости, средний размер облачных капель, интенсивность осадков и параметры морского льда.
- LIMS (Limb Infrared Monitor of the Stratosphere) — шестиканальный инфракрасный (ИК) радиометр, который включал детекторы Hg-Cd с криогенным охлаждением. Шесть каналов работали на длинах волн: 6,2, 6,3, 9,6, 11,3 и два при 15 микрометрах, что соответствует излучению CO2N, O3, HNO3, H2O, NO2 и два канала для CO2. Изучались распределение, концентрация и температура данных газов в атмосфере.
- SAM-II (Stratospheric Aerosol Measurement II) — солнечный фотометр, который измерял затухание солнечного излучения в атмосфере на длине волны 1,0 микрометра во время восхода и захода Солнца. Цель данных измерений — выявить вертикальное распределение стратосферных аэрозолей в полярных областях.
- SAMS (Stratospheric and Mesospheric Sounder) — 15-сантиметровый апертурный телескоп и шесть детекторов представляли радиометр, который регистрировал излучение лимба атмосферы 2,7 микрометра, в диапазоне от 25 до 100 микрометров и от 4,1 до 15 микрометров. Таким образом определялись температура и вертикальная концентрация H2O, N2O, CH4, CO и NO в стратосфере и мезосфере.
- THIR (Temperature-Humidity Infrared Radiometer) — инфракрасный радиометр, регистрирующий излучение в области от 10,5 до 12,5 микрометров и от 6,5 до 7,0 микрометров. Первая область — диапазон, в котором можно получать изображения облачного покрова, суши и поверхности океана. Другой канал предоставляет информацию о содержании влаги в перистых облаках верхней тропосферы и стратосферы[5].